# Maskinfabriken Tuxham
Maskinfabriken Tuxham A/S var en dansk motorfabrik i Köpenhamn.

## Tuxham & Hammerich
Tuxham har sina rötter i stålgjuteriet Tuxen, som grundades i Nakskov 1847 och från 1875 benämndes Tuxen & Hammerich. Det blev aktiebolag 1894 och hade då fabriker både i Naksov och i Köpenhamn. Företaget tillverkade ångmaskiner, förbränningsmotorer och kylanläggningar. 
År 1898 knoppades A/S Atlas av från Tuxen & Hammerich. I samband med detta upplöstes A/S Tuxen & Hammerich och ersattes av nybildade J.P.E. Tuxen & Hammerichs Maskinfabrikker. Det nya företaget övertog de två tidigare fabrikerna i Naksov och Köpenhamn. År 1905 brann huvudfabriken i Nakskov ned, och styrelsen beslöt att inte bygga upp den igen. Namn, ritningar och modeller överläts till företagets ledare, ingenjörerna R.G.Andersen och A.B.C. Hansen i den samma år startade firman Tuxham.

## Maskinfabriken Tuxham A/S
Verksamheten bedrevs först som en sidoverksamhet till Ingenjörsfirman 
Tuxham A/S, som 1907-1908 anlade en fabrik i Trekronergade i Valby i Köpenhamn. En del av maskinutrustningen övertogs från Tuxen & Hammerich.
Detta nya företag, som ombildades till aktiebolag 1916, koncentrerade sig så småningom på förbränningsmotorer, efter hand mer och mer på råoljemotorer. Dessa utvecklades tekniskt, och Tuxham kunde därmed länge upprätthålla deras konkurrenskraft mot dieselmotorer.
De första motorerna, som firman levererade var stationära, men senare inriktades tillverkningen på marinmotorer, efter hand som havsbaserat fiske utvecklades och kravet på motorstyrka på fiskebåtarna ökade. Tuxhammotorerna visade sig lämpade för mindre fartyg genom sin enkelhet och goda driftsekonomi.
Till danskt fiske levererades under årens lopp omkring 2.000 motorer.
Tuxham exporterade så småningom 30-60% av sin produktion, varav en stor del till Spanien, men också 
till bland annat Italien. Fabriken vid Trekronergade byggdes ut vid flera tillfällen och hade under perioder uppemot 300 anställda.
Tuxham tillverkade 1915 den första dansktillverkade motorplogen.